# 奥克特泽勒
奥克特泽勒（法語：Ochtezeele，法語發音：[ɔktəzɛl]）是法国上法蘭西大區北部省的一个市镇，属于敦刻尔克区。

## 地理
奥克特泽勒（50°49'1"N, 2°24'7"E）面积5.58 平方千米，位于法国上法蘭西大區北部省，该省份为法国最北部的省份及最长的省份，西北濒北海，西接加来海峡省，南至埃纳省和索姆省，东与比利时接壤。
与奥克特泽勒接壤的市镇（或旧市镇、城区）包括：阿尔内克、韦马尔卡佩勒、聚伊佩讷、诺尔佩讷、吕布鲁克。

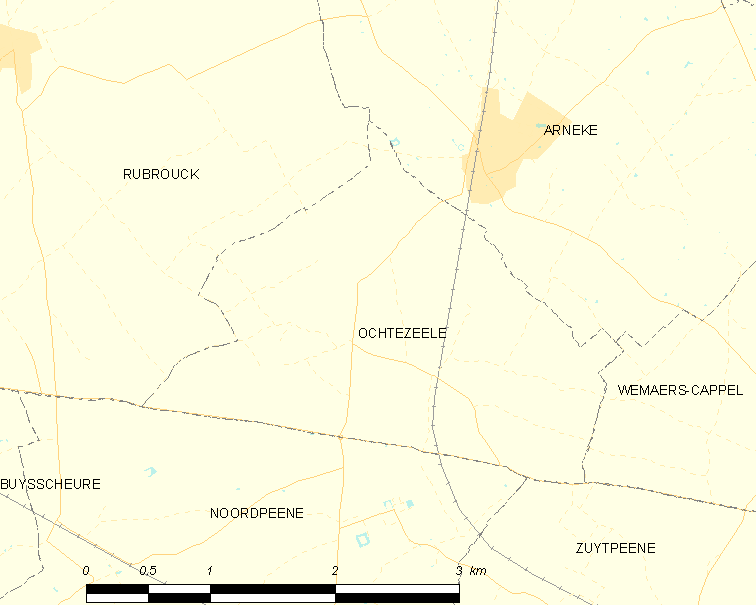
奥克特泽勒的OSM定位图

奥克特泽勒的时区为UTC+01:00、UTC+02:00（夏令时）。

## 行政
奥克特泽勒的邮政编码为59670，INSEE市镇编码为59443。

## 政治
奥克特泽勒所属的省级选区为沃尔穆特县。

## 人口

1962-2008年间奥克特泽勒人口变化图示

奥克特泽勒于2022年1月1日时的人口数量为363人。